# Palau Provincial d'Alacant
El Palau Provincial d'Alacant és un edifici d'estil neoclàssic del primer terç del segle xx situat a Alacant. És la seu de la Diputació d'Alacant.

## Història
Es va començar a construir el 1928 segons els plans de l'arquitecte Juan Vidal i Ramos.  Es va estrenar el 1932. Ramos també va dissenyar d'altres edificis emblemàtics d'Alacant com la casa Lamaignere (1918), la casa Carbonell (1920-1924), la casa del Socors (1925-1927) i l'Hospital Provincial (1926), seu del Museu Arqueològic Provincial d'Alacant (MARQ). El palau va ser inaugurat com a seu de la Diputació d'Alacant el 17 de gener de 1932 pel llavors president de la República Niceto Alcalá Zamora.

## Arquitectura
És una obra d'estil neoclàssic amb ornamentació barroca, que dona molta importància a ordre de simetria. Ha estat catalogat com l'«obra mestra del casticisme». Se'n pot destacar el gran porxo a l'entrada amb les dues torres de la façana principal, sobresortint una gran balconada en la qual s'eleva un gran frontó. L'edifici es completa amb un jardí tancat mitjançant un reixat de ferro que envolta tota l'edificació instal·lada posteriorment. És l'anomenat jardí de les celebritats pels seus monuments de personatges cèlebres de la ciutat d'Alacant.
La distribució interna de l'edifici combina diferents necessitats com són les oficines, els despatxos, els salons de juntes, les façanes estan compostes per dues franges marcades, a la franja inferior predomina la composició horitzontal, manca d'elements ornamentals exceptuant l'encoixinat, el cos superior està compost per dues plantes i la seva decoració és diferent al cos inferior. En la façana principal predomina la simetria axial a tots dos laterals se situen dues torrasses cúbiques, una a cada costat.